# Nadya Hokmi
Nadya Hokmi est une boxeuse française née le 15 juillet 1977.

## Carrière
En décembre 2009, elle décroche le titre de championne de France des poids coqs laissé vacant par Nadège Szikora en battant Isabelle Leonardi aux points. 
En juin 2010, après cinq tentatives infructueuses, elle décroche le titre de championne du monde de la World Boxing Federation dans la catégorie super-mouches après sa victoire aux points (99-91, 100-90, 99-91) contre l'américaine Elena Reid.
Un an plus tard, le 18 juin 2011, elle décroche à nouveau sur ses terres à Lingolsheim, une nouvelle ceinture, la WIBF cette fois, en battant l'allemande Julia Sahin aux points (100-89, 100-89, 99-90).
Le 17 octobre 2013, elle s'empare d'une 3e ceinture mondiale, la WBF mais cette fois-ci dans la catégorie Coqs en battant aux points la Mexicaine Linda Soto.